# Lista över sjöfartsmuseer i Sverige
Lista över sjöfartsmuseer i Sverige är en ofullständig lista över museer med sjöfartsanknytning i Sverige.
- Båt- och sjöfartsmuseet i Onsala, Onsala
- Båtsamlingarna på Bassholmen, Bohuslän 58°14′29.38″N 11°30′22.81″Ö / 58.2414944°N 11.5063361°Ö
- Båtsamlingen på Fjäderholmarna, Stockholm
- Fiske- och sjöfartsmuseet i Bua, Bua
- Göteborgs maritima centrum, 57°42′31″N 11°57′36″Ö / 57.70861°N 11.96000°Ö
- Holmöns båtmuseum, Umeå
- Husarö lotsmuseum, Husarö
- Kalmar sjöfartsmuseum 56°39′54″N 16°22′17″Ö / 56.66500°N 16.37139°Ö
- Kanalmuseet, Trollhättan
- Koggmuseet, Malmö 55°36′46″N 12°59′48″Ö / 55.61278°N 12.99667°Ö
- Föreningen L. Laurins motormuseum, Lysekil, Bohuslän
- Marinmuseum, Karlskrona 56°09.686′N 15°35.974′Ö / 56.161433°N 15.599567°Ö
- Marinmuseet i Varberg 57°8′57.92″N 12°13′15.85″Ö / 57.1494222°N 12.2210694°Ö
- Museihuset i Ljung, Vreta koloster, Östergötland
- Museum för sjöfart och teknik, Mölle
- Roslagens sjöfartsmuseum, Älmsta 59°57′49.6″N 18°48′54.2″Ö / 59.963778°N 18.815056°Ö
- Råå museum för fiske och sjöfart, Råå
- Sandhammarens räddningsstation, 55°23′13″N 14°11′42″Ö / 55.38694°N 14.19500°Ö
- Sjöfartsmuseet Akvariet, Göteborg 57°41′57.18″N 11°55′55.74″Ö / 57.6992167°N 11.9321500°Ö
- Sjöfartsmuseet i Oskarshamn 57°15′47″N 16°26′46.4″Ö / 57.26306°N 16.446222°Ö
- Sjöhistoriska museet, Stockholm 59°19′57″N 18°06′57″Ö / 59.33250°N 18.11583°Ö
- Skillinge sjöfartsmuseum
- Stackgrönnans båtmuseum
- Sveriges sjömanshusmuseum, Uddevalla
- Teknikens och sjöfartens hus, Malmö 55°36′18″N 12°58′59″Ö / 55.60500°N 12.98306°Ö
- Trelleborgs sjöfartsmuseum 55°22′37.3″N 13°8′55.5″Ö / 55.377028°N 13.148750°Ö
- Vasamuseet, Stockholm 59°19′41″N 18°05′29″Ö / 59.32806°N 18.09139°Ö
- Västerås fritidsbåtsmuseum
- Ångbåtssällskapet Polstjärnan, Karlstad